# Пискунов, Пётр Васильевич
Пётр Васильевич Пискунов — советский военный, государственный и политический деятель.

## Биография
Родился в 1903 году. Член ВКП(б) с 1925 года.
С 1923 года — на военной службе, общественной и политической работе. В 1923—1960 гг. — в РККА, в войсках и органах НКВД — МВД — КГБ, начальник 38-го Ахалцихского ПОГО УПВ НКВД Грузинского округа, замначальника УПВ МВД Грузинского округа — начальник штаба, замначальника, начальник штаба УПВ МГБ Грузинского округа, начальник УПВ МГБ/МВД Армянского округа, министр внутренних дел Армянской ССР, начальник УПВ КГБ Армянского округа.
Избирался депутатом Верховного Совета СССР 4-го и 5-го созывов.